# Xenohammus griseomarmoratus
Xenohammus griseomarmoratus là một loài bọ cánh cứng trong họ Cerambycidae.